# Gasconisme
Gasconisme est relié au gascon, langue régionale (ou provinciale) de Gascogne :
Le terme peut faire référence à la présence d'un mot gascon d'origine dans un texte d'une autre langue. 
Gasconisme (adepte : gasconiste) peut aussi faire référence à l'étude des langue et culture gasconnes et au partage de ces connaissances, et en particulier aux objectifs de maintien du gascon langue régionale.  
On définit de même hispanisme pour un mot espagnol d'origine, et pour désigner l'étude de la culture espagnole.

## Définition
Au sens large, gasconisme est une notion qui regroupe l'étude et la promotion des langue et culture gasconnes, par divers mouvements, et peut inclure pour certains celle des questions socio-économiques et politiques régionales. Un adepte (adhérent, ou partisan) étant nommé gasconiste (aussi béarniste pour le béarnais, parlé en Béarn et partie du gascon).
Le terme gasconisme désigne également un mot gascon ou béarnais emprunté par le français (ou une autre langue) tel quel ou sous une forme modifiée, de même gallicisme pour un mot français d'origine ou hispanisme pour un mot espagnol d'origine. Il s’agit ici d’une forme de provincialisme ou régionalisme (linguistique) appliquée au gascon, pour qui le terme apparait plus particulièrement à l'époque de la montée à Paris des partisans de Henri IV, prince gascon devenu roi de France en 1589.

## Langue
Les Félibres gascons, dont Simin Palay et Michel Camélat, avaient dès avant le début du XXe siècle œuvré à la restauration et la connaissance de la langue et de la culture régionales, en fondant l'Escole Gastoû Febus (en 1896) et sa revue Reclams de Biarn et Gascougne dont le premier numéro parait en janvier 1897. Outre leurs œuvres littéraires, les félibres de la première partie du XXe siècle nous ont légué le Dictionnaire du Béarnais et du Gascon modernes de Simin Palay.
Après 1945, l'occitanisme a progressivement imposé, dans l’éducation et les structures officielles, la vision d'une seule langue d'oc de l'Atlantique aux Alpes. Mais le gasconisme (attaché à la Gascogne, à ses parlers et traditions) est devenu en partie une réaction d'opposition à un occitanisme considéré comme importé.
En particulier, la volonté d’une partie des occitanistes d’uniformiser pour bâtir un occitan standard (comme il y a un français standard) s’est heurtée à celle des gasconistes de maintenir la langue vivante réellement régionale, avec ses particularités.
Mais l’idée a progressé, régionalement au moins, que le gascon contient des particularités qui ne sont pas réductibles à un standard unifié.
Un autre point sensible d’opposition concerne le système d’écriture du gascon, les positions pouvant se résumer à une situation de digraphie, : 
- La graphie moderne, élaborée par les félibres de l’Escole Gastoû Febus de la première moitié du XXe siècle (eux-mêmes bilingues) utilise des codes proches de ceux du français écrit. Elle est ainsi plus facilement assimilable par les locuteurs qui maitrisent les codes du français, et plus phonologique ou phonétique (proche des codes du français) pour les français.  C'est celle utilisée dans le dictionnaire majeur du gascon (moderne) de Simin Palay[3].
- La graphie dite classique (s’inspirant de l’écriture des textes du Moyen Âge) est plus étymologique mais moins directement « parlante » pour le locuteur français. Elle se veut plus fidèle aux textes médiévaux (en particulier troubadours, pour l’occitan en général) et du XVIe siècle, et permettre par l’uniformisation de l’écrit une communication écrite plus directe entre domaines de langue d’oc (languedocien, provençal, …) ou bien entre dialectes gascons.

Toutes les langues évoluent au fil des siècles, soit en interne (ainsi françois, béarnois sont devenus français, béarnais), soit en empruntant aux langues voisines. De plus, la question de l'état de la langue à poser comme référence (langue vivante contemporaine, ou bien langue choisie d'une époque antérieure à la domination politique du français dans le Midi de la France) reste ouverte.

## Régions
La question de l'organisation des pouvoirs publics locaux et régionaux souhaitable en lien avec l'intérêt des populations (décentralisation ou régionalisme) est présente dans plusieurs régions ou provinces de France et d'ailleurs.
Séparée en départements en 1789, la province historique de Gascogne est aussi partagée entre deux régions, Nouvelle-Aquitaine et Occitanie, rattachées respectivement à Bordeaux et Toulouse. Ces deux métropoles régionales sont riveraines de la Garonne, limite nord-est de la Gascogne qui s'étend jusqu'aux Pyrénées au sud et l'océan Atlantique (golfe de Gascogne) à l'ouest.
Ce clivage régional a été ressenti comme artificiel, les frontières administratives départementales et régionale sont le résultat de hasards de l'histoire plutôt que la marque d’une frontière géographique ; elles ne facilitent pas les actions concertées sur le terrain.
L'objectif de favoriser le développement  local de ces territoires à la fois séparés régionalement et proches (ainsi les agglomérations de Pau et Tarbes-Lourdes, distantes de 30 km mais rattachées à des métropoles régionales distinctes et situées à 200 km) a été porté par le GETIS dès les années 70. Il a donné lieu à la proposition d'une région Pays de l'Adour regroupant une partie notable de la Gascogne historique (Béarn inclus). La situation institutionnelle reste figée, avec deux groupes séparés de départements (avec soit Bordeaux à l’ouest, soit Toulouse à l’est) et donc de territoires gascons.